# Bahnhof Kőbánya-Kispest

Der Bahnhof Kőbánya-Kispest ist ein Bahnhof im X. Bezirk der ungarischen Hauptstadt Budapest.

## Lage
Der Bahnhof befindet sich im Südosten von Budapest. Südlich der Bahnhofsanlagen befindet sich seit 1980 die Endstation Kőbánya-Kispest der Linie M3 sowie ein Betriebshof der Metró Budapest.

## Geschichte
1907 wurde an einem Bahnwärterhaus an der 1847 eröffneten Bahnstrecke Budapest-Nyugati–Szolnok ein Haltepunkt unter dem Namen Kőbánya-Vasgyár utca eingerichtet. 1928 wurde dieser zu einem Bahnhof erweitert, der fortan als Verzweigungspunkt der Strecken nach Lajosmizse und nach Ferencváros fungierte. 1929 wurde er in Kőbánya-Kispest umbenannt.

## Betrieb
Kőbánya-Kispest wird von Personenzügen von Budapest-Nyugati nach Monor, Cegléd und Lajosmizse bedient. Im Fernverkehr verkehren InterCitys und InterRégiós von Budapest-Nyugati in Richtung Nyíregyháza und Szeged.